# دیانا کالوب
دیانا کالوب (انگلیسی: Dyana Calub؛ زادهٔ ۲۸ نوامبر ۱۹۷۵) ورزشکار ورزش شنا اهل استرالیا است.
وی در مسابقات کشوری و بین‌المللی در مجموع برندهٔ ۵ مدال طلا، ۴ مدال نقره شده‌است.